# スペース・トゥーン
スペース・トゥーン (SPACETOON) は、2000年に開局したアラブ世界向けの無料テレビチャンネル。